# Cha Jong-Hyok
Cha Jong-Hyok, född 25 september 1985, är en nordkoreansk före detta fotbollsspelare.

## Klubbkarriär
Mellan 2005 och 2010 spelade Cha för Amrokgang. Säsongen 2008 hjälpe han dem att vinna ligan, men hur många matcher han spelade och hur många mål han gjorde för dem är fortfarande okänt. Den 27 juni 2010 tecknade Cha ett kontrakt med FC Wil.

## Landslagskarriär
Cha har varit en del av landslaget sedan 2005 och spelat 49 landskamper med dem. Han blev också uttagen till Nordkoreas trupp till VM 2010.